# Saison 2011 de l'équipe cycliste Saur-Sojasun
La saison 2011 de l'équipe cycliste Saur-Sojasun est la troisième de l'équipe dirigée par Stéphane Heulot. En tant qu'équipe continentale professionnelle, elle peut participer aux différentes courses des circuits continentaux de cyclisme. Elle est admissible aux épreuves de l'UCI World Tour sur invitations des organisateurs des courses
L'équipe Saur-Sojasun remporte 19 victoires durant l'année 2011. Jimmy Casper, avec 6 succès, est le principal contributeur de ces résultats. Julien Simon est classé 27e de l'UCI Europe Tour. Saur-Sojasun termine à la 4e place du classement par équipes.

## Préparation de la saison 2011

### Arrivées et départs
| Arrivées           | Équipe 2010         |
| ------------------ | ------------------- |
| Arnaud Coyot       | Caisse d'Épargne    |
| Christophe Laborie | Sojasun espoir-ACNC |
| Jean-Lou Paiani    | Sojasun espoir-ACNC |
| Paul Poux          | Sojasun espoir-ACNC |
| Ludovic Turpin     | AG2R La Mondiale    |

| Départs         | Équipe 2011 |
| --------------- | ----------- |
| Cédric Coutouly | retraite    |

## Coureurs et encadrement technique

### Effectif
| Cycliste           | Date de naissance | Nationalité | Équipe 2010         |
| ------------------ | ----------------- | ----------- | ------------------- |
| Cyril Bessy        | 29 mai 1986       | France      | Saur-Sojasun        |
| Jimmy Casper       | 28 mai 1978       | France      | Saur-Sojasun        |
| Jérôme Coppel      | 6 août 1986       | France      | Saur-Sojasun        |
| Arnaud Coyot       | 6 octobre 1980    | France      | Caisse d'Épargne    |
| Anthony Delaplace  | 11 septembre 1989 | France      | Saur-Sojasun        |
| Jimmy Engoulvent   | 7 décembre 1979   | France      | Saur-Sojasun        |
| Jérémie Galland    | 8 avril 1983      | France      | Saur-Sojasun        |
| Jonathan Hivert    | 23 mars 1985      | France      | Saur-Sojasun        |
| Fabrice Jeandesboz | 4 décembre 1984   | France      | Saur-Sojasun        |
| Sébastien Joly     | 25 juin 1979      | France      | Saur-Sojasun        |
| Christophe Laborie | 5 août 1986       | France      | Sojasun espoir-ACNC |
| Cyril Lemoine      | 3 mars 1983       | France      | Saur-Sojasun        |
| Guillaume Levarlet | 25 juillet 1985   | France      | Saur-Sojasun        |
| Laurent Mangel     | 22 mai 1981       | France      | Saur-Sojasun        |
| Jean-Marc Marino   | 15 août 1983      | France      | Saur-Sojasun        |
| Rony Martias       | 4 août 1980       | France      | Saur-Sojasun        |
| Romain Mathéou     | 8 novembre 1988   | France      | Saur-Sojasun        |
| Jean-Lou Paiani    | 23 décembre 1988  | France      | Sojasun espoir-ACNC |
| Stéphane Poulhiès  | 26 juin 1985      | France      | Saur-Sojasun        |
| Paul Poux          | 9 juillet 1984    | France      | Sojasun espoir-ACNC |
| Julien Simon       | 4 octobre 1985    | France      | Saur-Sojasun        |
| Yannick Talabardon | 6 juillet 1981    | France      | Saur-Sojasun        |
| Ludovic Turpin     | 22 mars 1975      | France      | AG2R La Mondiale    |
| Stagiaire          | Date de naissance | Nationalité | Équipe 2011         |
| Maxime Daniel      | 5 juin 1991       | France      | Sojasun espoir-ACNC |
| Maxime Renault     | 2 janvier 1990    | France      | Sojasun espoir-ACNC |
| Étienne Tortelier  | 14 avril 1990     | France      | Sojasun espoir-ACNC |

## Bilan de la saison

### Victoires
| Date       | Course                                       | Pays    | Classe | Vainqueur          |
| ---------- | -------------------------------------------- | ------- | ------ | ------------------ |
| 05/02/2011 | 4e étape de l'Étoile de Bessèges             | France  | 2.1    | Stéphane Poulhiès  |
| 20/02/2011 | 1re étape du Tour d'Andalousie               | Espagne | 2.1    | Jimmy Engoulvent   |
| 21/02/2011 | 2e étape du Tour d'Andalousie                | Espagne | 2.1    | Jonathan Hivert    |
| 06/03/2011 | 3e étape du Tour de Murcie                   | Espagne | 2.1    | Jérôme Coppel      |
| 06/03/2011 | Classement général du Tour de Murcie         | Espagne | 2.1    | Jérôme Coppel      |
| 13/03/2011 | Paris-Troyes                                 | France  | 1.2    | Jonathan Hivert    |
| 10/04/2011 | Klasika Primavera                            | Espagne | 1.1    | Jonathan Hivert    |
| 14/04/2011 | Grand Prix de Denain                         | France  | 1.1    | Jimmy Casper       |
| 28/04/2011 | 4e étape du Tour de Bretagne                 | France  | 2.2    | Paul Poux          |
| 15/05/2011 | 3e étape du Tour de Picardie                 | France  | 2.1    | Jimmy Casper       |
| 18/06/2011 | 2e étape des Boucles de la Mayenne           | France  | 2.2    | Jimmy Casper       |
| 19/06/2011 | 3e étape des Boucles de la Mayenne           | France  | 2.2    | Jimmy Casper       |
| 19/06/2011 | Classement général des Boucles de la Mayenne | France  | 2.2    | Jimmy Casper       |
| 25/07/2011 | Prueba Villafranca de Ordizia                | Espagne | 1.1    | Julien Simon       |
| 31/07/2011 | Polynormande                                 | France  | 1.1    | Anthony Delaplace  |
| 10/08/2011 | 1re étape du Tour de l'Ain                   | France  | 2.1    | Jimmy Casper       |
| 24/09/2011 | 1re étape du Tour du Gévaudan                | France  | 2.2    | Guillaume Levarlet |
| 25/09/2011 | 2e étape du Tour du Gévaudan                 | France  | 2.2    | Guillaume Levarlet |
| 25/09/2011 | Classement général du Tour du Gévaudan       | France  | 2.2    | Guillaume Levarlet |

### Résultats sur les courses majeures
Les tableaux suivants représentent les résultats de l'équipe dans les principales courses du calendrier international dans lesquelles l'équipe bénéficie d'une invitation (deux des cinq classiques majeures et le Tour de France). Pour chaque épreuve est indiqué le meilleur coureur de l'équipe, son classement ainsi que les accessits glanés par Saur-Sojasun sur les courses de trois semaines.

#### Classiques
| Classique            | Milan-San Remo | Tour des Flandres | Paris-Roubaix         | Liège-Bastogne-Liège  | Tour de Lombardie |
| -------------------- | -------------- | ----------------- | --------------------- | --------------------- | ----------------- |
| Coureur (classement) | Non invitée    | Non invitée       | Jean-Lou Paiani (56e) | Jonathan Hivert (34e) | Non invitée       |

#### Grands tours
| Grand tour           | Tour d'Italie | Tour de France      | Tour d'Espagne |
| -------------------- | ------------- | ------------------- | -------------- |
| Coureur (classement) | Non invitée   | Jérôme Coppel (13e) | Non invitée    |
| Accessits            | -             | -                   | -              |

### Classement UCI

#### UCI Europe Tour
L'équipe Saur-Sojasun termine à la quatrième place de l'Europe Tour avec 1 448,75 points. Ce total est obtenu par l'addition des points des huit meilleurs coureurs de l'équipe au classement individuel,.
| Rang  | Coureur            | Points |
| ----- | ------------------ | ------ |
| 27    | Julien Simon       | 249,75 |
| 33    | Jimmy Casper       | 227    |
| 36    | Jonathan Hivert    | 219    |
| 46    | Jérôme Coppel      | 197    |
| 47    | Anthony Delaplace  | 196    |
| 95    | Stéphane Poulhiès  | 132    |
| 107   | Guillaume Levarlet | 121    |
| 135   | Jérémie Galland    | 107    |
| 173   | Laurent Mangel     | 90     |
| 241   | Jimmy Engoulvent   | 66     |
| 246   | Fabrice Jeandesboz | 63,75  |
| 300   | Cyril Lemoine      | 54     |
| 339   | Sébastien Joly     | 47     |
| 379   | Jean-Marc Marino   | 42     |
| 411   | Paul Poux          | 39,75  |
| 522   | Rony Martias       | 28     |
| 571   | Christophe Laborie | 24     |
| 1 262 | Yannick Talabardon | 1,75   |
| 1 262 | Cyril Bessy        | 1,75   |